# 克歇尔目录
克歇尔目录（德語：Köchel-Verzeichnis），台灣舊譯「寇海爾目錄」，是奥地利音乐学家克歇尔对莫扎特的音乐作品所做的编年式编号系统。通常用缩写K或KV表示，例如G大调弦乐小夜曲的编号为K. 525。克歇尔目录不但將莫扎特的作品系統化作出整理，減少不必要的同調性、同類型作品的混淆外，亦能比對作曲家不同作品的創作風格和特色。
目录经过了多次修订，尽管后续的修订并非由克歇尔完成，但人们依然保留了克歇尔目录这个名字。

## 版本
現時克歇尔目录已經修訂至第八版。然而真正進行大規模修正的只有四次：
| 版數 | 表示方法 | 年份 | 主編                                                                   | 標記                                                                       |
| ---- | -------- | ---- | ---------------------------------------------------------------------- | -------------------------------------------------------------------------- |
| 1.   | K/KV/K1  | 1862 | 克歇尔                                                                 | 原版                                                                       |
| 2.   | K2       | 1905 | 保羅·雲·華迪西(Paul von Waldersee)                                     | 近乎遺忘，現時甚少被用作參考                                               |
| 3.   | K3       | 1937 | 艾爾法特·愛因斯坦                                                      | 較重要的修訂，其中將一些新發現的作品重新編入                               |
| 4.   |          | 1958 | 艾爾法特·愛因斯坦                                                      | 重印                                                                       |
| 5.   |          | 1961 | 艾爾法特·愛因斯坦                                                      | 重印                                                                       |
| 6.   | K6       | 1964 | 基格林(Franz Giegling)、西佛斯(Gerd Sievers)、韋曼(Alexander Weinmann) | 另一次重要修訂，部份作品重新編號，並對K3一些改動作出修正，重新訂定附錄編號 |
| 7.   |          | 1965 | 基格林、西佛斯、韋曼                                                   | 重印                                                                       |
| 8.   |          | 1983 | 基格林、西佛斯、韋曼                                                   | 重印                                                                       |

## 附錄 (Anhang)
在克歇爾系統下，除了正常編號外，亦有附錄部份（簡稱Anh）。
K1和K3將當中零碎片段、增補、後來發現、存疑等，全歸入“Anh”系列，再按不同類別分成五組，以羅馬數字夾在Anh和編號間(如Anh. I. 10, Anh. V. 289)。而完整的又能證實為作曲家所創作，則有機會編回到正常作品編號內（通常會配以英文字母在後以標示，如《G大調長笛四重奏》沒有在K1出現，但在K6則編為K285a）。
而K6則將“Anh”分為“Anh A”、“Anh B”、“Anh C”，所代表的是：
- Anh A：不是莫扎特的作品，但由莫扎特直接抄錄的。可能是供個人研究，或其他原因。

例子：《第37號交響曲》，K444 → Anh A 53
- Anh B：是莫扎特的原作，但被其他人所改編，其編號通常為“zu KXXX”（即 “由 KXXX”）。

例子：K. Anh. 172 → Anh. B zu 581 (這是其他人改編莫扎特《單簧管五重奏》的版本)
　　　K. Anh. 126 → Anh. B zu 259 (改編自《管風琴彌撒曲》)
- Anh C：簡單講，就是被誤判或偽托為莫扎特的作品。

例子：《第2號交響曲》，K17 → Anh C 11.02
　　　《G大調小彌撒曲》，K140 → Anh C 1.12
在新莫扎特全集中，部份 Anh B 或 C 的作品會被剔出而不收錄，例如《第2號交響曲》等。
一提的是，在正式目錄中，同樣有個別作品的真確性受到懷疑（如第11號交響曲，K84），但克歇爾系統採用「疑點歸於被告」的推定，要是未有充份證據否定一首作品時，它仍可保留在正式名單內。

## K6的問題
在K1中，克歇爾將正式作品的最後編號定在K626（《d小調安魂曲》），而附錄作品則為294。由於採用編年式的排列，即作品沒有日期就不能編號，當有作品被重新發現，又或者本來的日期出錯時，就要改動編號，因此會出現新編號被夾在兩個連續編號之間，為免要大幅改動編號，唯一的方法便是在編號後加上字母。
隨著不斷的更新，到K6時，已有不少的作品被重新編號過，然而有些較著名的作品，因為日期的改動，而要重新編號，同時間原本的編號又早被深入民心，結果形成了混亂。例如《第25號交響曲》，K1是183，但K6卻變成173dB；《G大調長笛協奏曲》，K1是313，但K6卻變成285c。另一方面，如交響曲、奏鳴曲一類已被編號的曲種，克歇爾編號的更改令次序編號變得不合理。
以第21-30號交響曲為例：
| K1  | K6    | 作品名稱            |
| --- | ----- | ------------------- |
| 134 | 134   | A大調第21號交響曲   |
| 162 | 162   | C大調第22號交響曲   |
| 181 | 162b  | D大調第23號交響曲   |
| 182 | 173dA | 降B大調第24號交響曲 |
| 183 | 173dB | g小調第25號交響曲   |
| 184 | 161a  | 降E大調第26號交響曲 |
| 199 | 161b  | G大調第27號交響曲   |
| 200 | 189k  | C大調第28號交響曲   |
| 201 | 186a  | A大調第29號交響曲   |
| 202 | 186b  | D大調第30號交響曲   |

現時解決的辦法，一是採用雙重編號方法，標示作品時依K1(K6)碼的方式顯示，又或是只採用其中一種，如音樂會場刊則多數依照大眾較熟識的K1編號，而學術內容則採用K6。